# Universiteit van Valladolid

Logo van de universiteit van Valladolid

De Universiteit van Valladolid of UVa is een Spaanse publieke universiteit die in 1241 werd gesticht in de stad Valladolid door koning Alfons VIII van Castilië. Daarmee verving het de Universiteit van Palencia, die door dezelfde koning was gesticht tussen 1208 en 1212. Tegenwoordig biedt de universiteit hoger onderwijs op zeven verschillende campussen, verspreid over vier steden in Castilië en León, namelijk Valladolid, Palencia, Soria en Segovia.